# HD 158220
HD 158220 är en ensam stjärna belägen i den mellersta delen av stjärnbilden Altaret. Den har en skenbar magnitud av ca 5,95 och är svagt synlig för blotta ögat där ljusföroreningar ej förekommer. Baserat på parallaxmätning inom Hipparcosuppdraget på ca 1,8 mas, beräknas den befinna sig på ett avstånd på ca 1 800ljusår (ca 600 parsek) från solen. Den rör sig närmare solen med en heliocentrisk radialhastighet på ca -3 km/s.

## Egenskaper
HD 158220 är en blå till vit jättestjärna eller ljusstark jätte av spektralklass B7 II-III. Den har en radie som är ca 11 solradier och har ca 1 176 gånger solens utstrålning av energi från dess fotosfär vid en genomsnittlig effektiv temperatur av ca 9 700 K.
HD 158220 är Be-stjärna och en pulserande variabel som varierar i magnitud med 0,030 enheter med en period av 1,15 dygn.